# Saab Arena
Saab Arena, tot 2014 Cloetta Center genoemd, is een arena in Linköping, Zweden. De arena opende in september 2004 en biedt plaats aan 8.500 mensen tijdens sportevenementen en 11.500 tijdens concerten. Bij de opening werd het het nieuwe thuisbasis voor het ijshockeyteam Linköpings HC, ter vervanging van Stångebro Ishall.
De bouw van de arena kostte in totaal in 2004 249 miljoen Zweedse kroon (SEK). Snoepfabrikant Cloetta verwierf de naamgevingsrechten voorafgaand aan de opening van de arena en noemde het Cloetta Center . De naam had een dubbele betekenis omdat "Center" ook een van de belangrijkste merken van het bedrijf was. Op 10 juli 2013 kondigde Cloetta aan dat ze hun contract met de arena na het seizoen 2013-2014 niet zouden verlengen, wat betekende dat de arena vanaf het seizoen 2014-2015 onder een nieuwe naam zou opereren. Op 16 juni 2014 tekenden Saab en Linköpings HC een overeenkomst die de naam Cloetta Center zou hernoemen naar Saab Arena. De wijziging is technisch gezien niet van kracht geworden vóór 1 juli 2014.
De arena heeft zes keer een halve finale van Melodifestivalen georganiseerd: in 2005, 2008, 2011, 2017, 2020 en 2023. Enkele andere opmerkelijke muziekacts waren Deep Purple, Europe, John Fogerty, Toto, W.A.S.P. en Whitesnake.